# Aacheni csata
Az aacheni csata a második világháború egyik ütközete, melyet 1944 októberében vívtak a németországi Aachenben. A csata idején mindössze 20 000 civil tartózkodott a városban, mert a többi 160 000 lakost a német parancsnok, Gerhard von Schwerin evakuáltatta a városból, hogy megvédje őket a szövetségesek támadásaitól. Von Schwerin gondolkozott a város feladásán, hogy megvédje annak műemlékeit az ellenséges bombázásoktól, de Hitlernek ez nem tetszett, ezért leváltatta. Ezután Hitler küldött mintegy 5000 Volkssturm katonát a város védelmére, Gerhard Wilck irányítása alatt.
Az amerikai parancsnokok úgy döntöttek, hogy körülzárják a várost, egyúttal elvágják az utánpótlási vonalakat. A németeknek más tervük volt. A város fontos volt a német történelemben, ugyanis itt született és itt koronázták meg Nagy Károlyt. Ezenkívül ez volt az egyik központja a Német-római Birodalomnak, vagy ahogy Hitler nevezte, az Első Birodalomnak. Mitöbb, ez volt az első német város, amelyet megtámadtak az amerikaiak, így Hitler elrendelte, hogy Aachent minden áron meg kell védeni (meg kell jegyezni, hogy Hitler mindig úgy gondolta, hogy a területeket minden áron meg kell tartani; az a tény, hogy Aachen kulturálisan is fontos volt, csak erősítette ezt a hozzáállását).
Eközben az amerikai Kilencedik Hadsereg északról és délről körülvette a várost de közben felismerték hogy az aacheni helyőrség fenyegetést jelenthet, ezért a parancsnokok inkább elrendelték a közvetlen támadást. A városban véres csatákat vívtak a németek ellen, akik előnyben voltak, hiszen saját területükön harcoltak és jól ismerték a várost. A legkeményebb csatákat az amerikai 1. gyalogos hadosztály 26. gyalogezredének 2. és 3. zászlóalja vívta, a 745. harckocsi zászlóalj támogatásával. Északról a 30. gyalogos hadosztály támadott.
A 30. gyalogos hadosztály több mint 2000 emberét veszítette el, így a 29. gyalogos hadosztály egységei is kénytelenek voltak harcba szállni. A harcok körülbelül 5000 áldozatot szedtek mindkét oldalon, de a németeknél 5600 katona hadifogságba is került.
A szövetségesek Franz Oppenhoffot jelölték ki Aachen új polgármesterének, de nem sokkal ezután egy Werwolf ellenállócsoport megölte őt, amivel rémületet keltett a szövetségeseket támogató német lakosok körében.